# Erra
Erra – bóg akadyjski wojny i zarazy utożsamiany z Nergalem. Władca podziemi, odpowiedzialny za wszelkie epidemie.